# Castelfondo
Castelfondo (Cjastelfón in noneso) era un comune italiano di 602 abitanti della provincia di Trento.
In seguito a un referendum popolare del 18 dicembre 2016, il 1º gennaio 2020 si è fuso con i comuni di Fondo e Malosco nel nuovo comune Borgo d'Anaunia.

## Storia

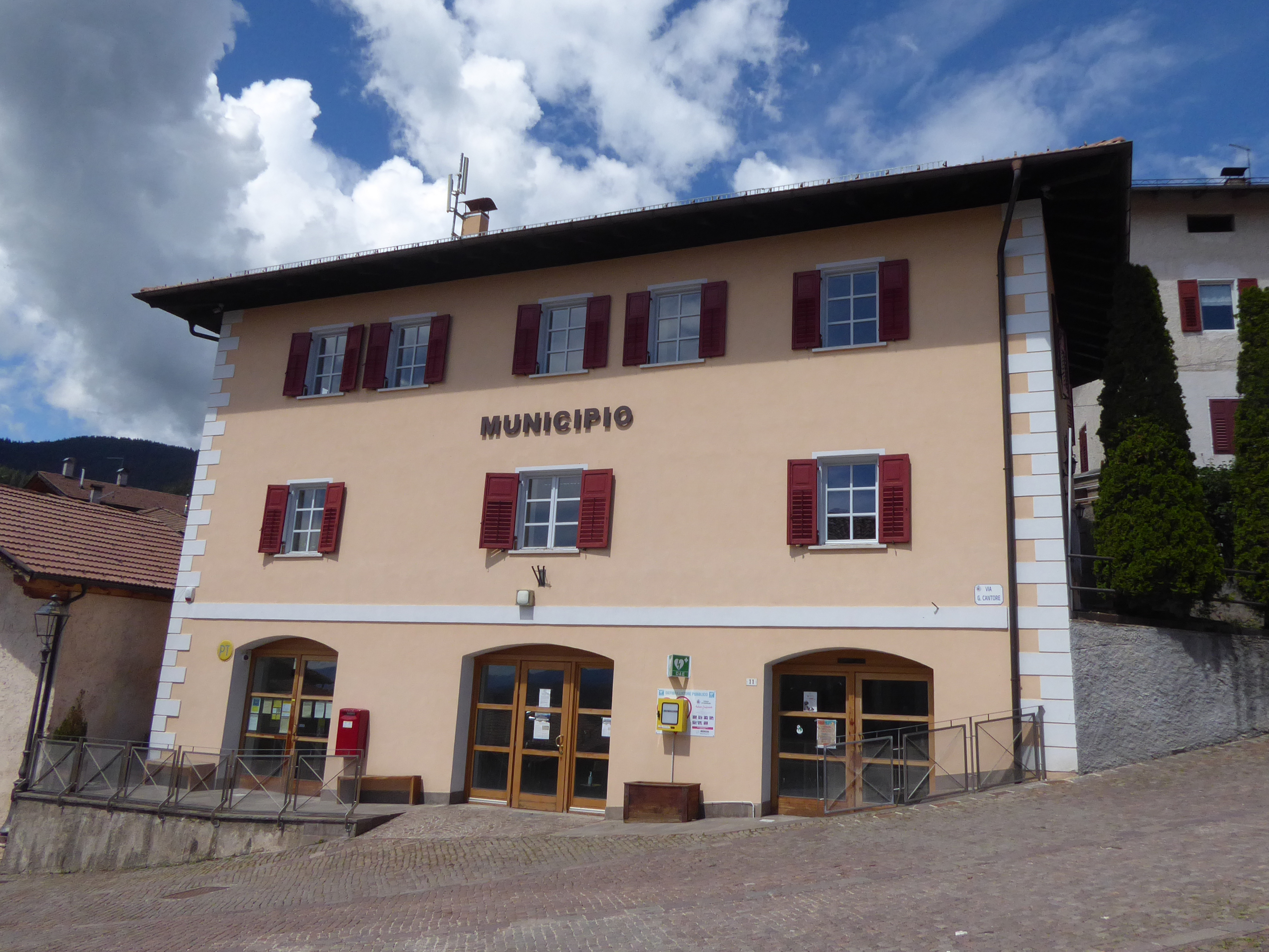
L'ex municipio di Castelfondo

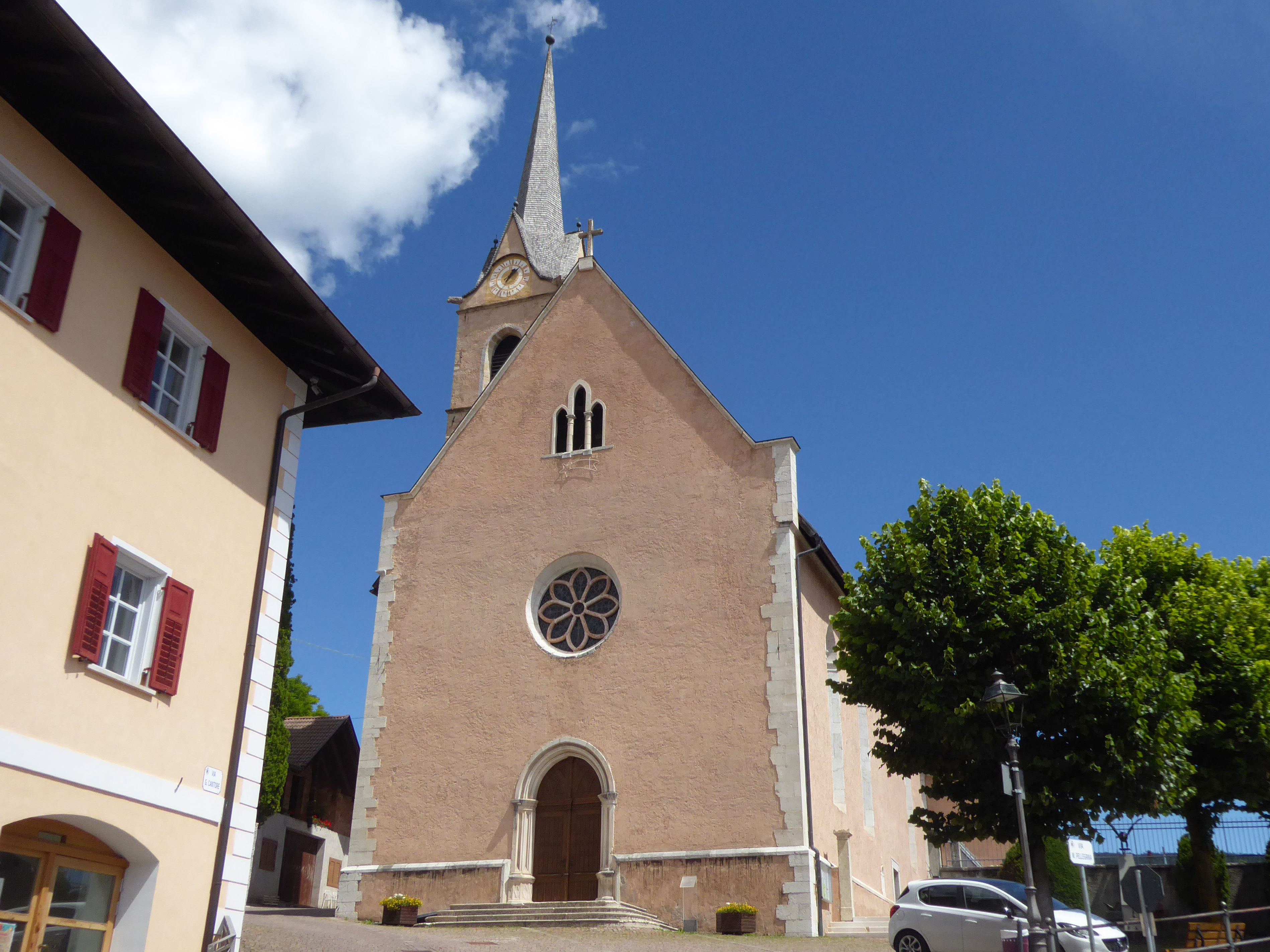
La chiesa di San Nicolò

Deriva il proprio nome dal castello di Castelfondo, che si trova "in fondo", molto più in basso del paese. L'antico nome del paese era Melango; quando la pieve fu spostata dal castello al paese si modificò in Pieve di Castelfondo e quindi Castelfondo.

### Simboli
Lo stemma e il gonfalone sono stati approvati con D.G.P. del 13 dicembre 1988, n. 16241.
Corona: Murale di Comune.
Ornamenti: A destra una fronda d'alloro fogliata al naturale fruttifera di rosso, a sinistra una fronda di quercia fogliata e ghiandifera al naturale, legate da un nodo d'azzurro e d'oro.»
Gonfalone

## Monumenti e luoghi d'interesse

### Architetture religiose
- Chiesa di San Nicolò, parrocchiale

### Architetture militari
- Castelfondo, castello.

## Società

### Evoluzione demografica
Abitanti censiti

## Amministrazione
Nel mese di maggio 2015 è salito alle cronache nazionali per essere stato il solo comune del Trentino-Alto Adige dove non sono state presentate candidature per l'elezione del sindaco; pertanto la tornata elettorale è stata sospesa.
| Periodo          | Periodo          | Primo cittadino | Partito      | Carica      | Note   |
| ---------------- | ---------------- | --------------- | ------------ | ----------- | ------ |
| 9 maggio 2005    | 16 maggio 2010   | Nadia Ianes     | Lista civica | Sindaca     |        |
| 17 maggio 2010   | 10 maggio 2015   | Nadia Ianes     | Lista civica | Sindaca     | [ 9 ]  |
| 11 maggio 2015   | 15 novembre 2015 | Donato Preti    |              | Comm. pref. | [ 10 ] |
| 16 novembre 2015 | 31 dicembre 2019 | Oscar Piazzi    | Lista civica | Sindaco     |        |